# Болониета
Болониѐта (на италиански: Bolognetta, на сицилиански Agghiastru, Агиастру, до 1882 г. Santa Maria d'Ogliastro, Санта Мария д'Олястро) е малко градче и община в Южна Италия, провинция Палермо, автономен регион и остров Сицилия. Разположено е на 300 m надморска височина. Населението на общината е 4174 души (към 2010 г.).